# 工程師之戒

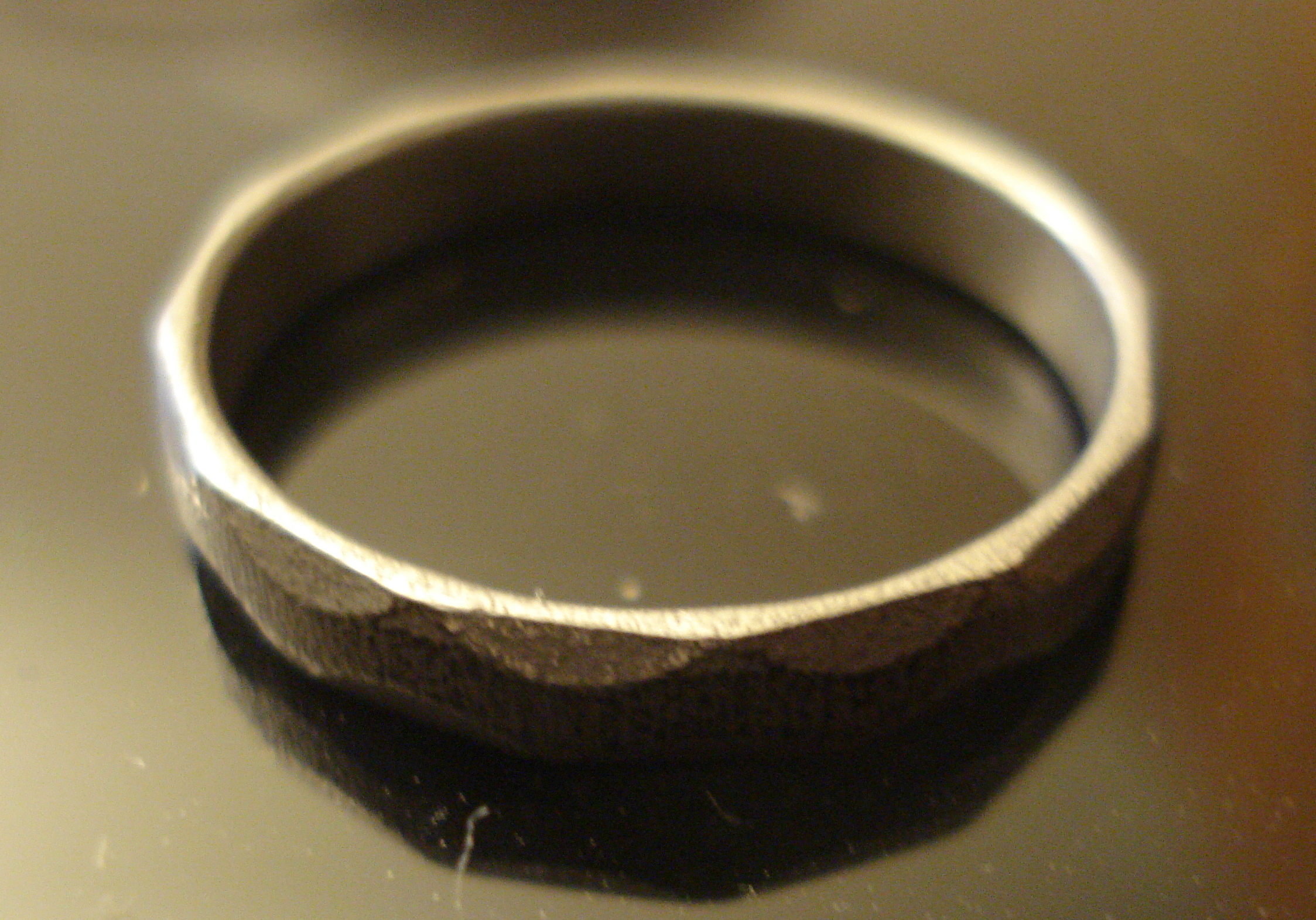
工程師之戒，鐵制

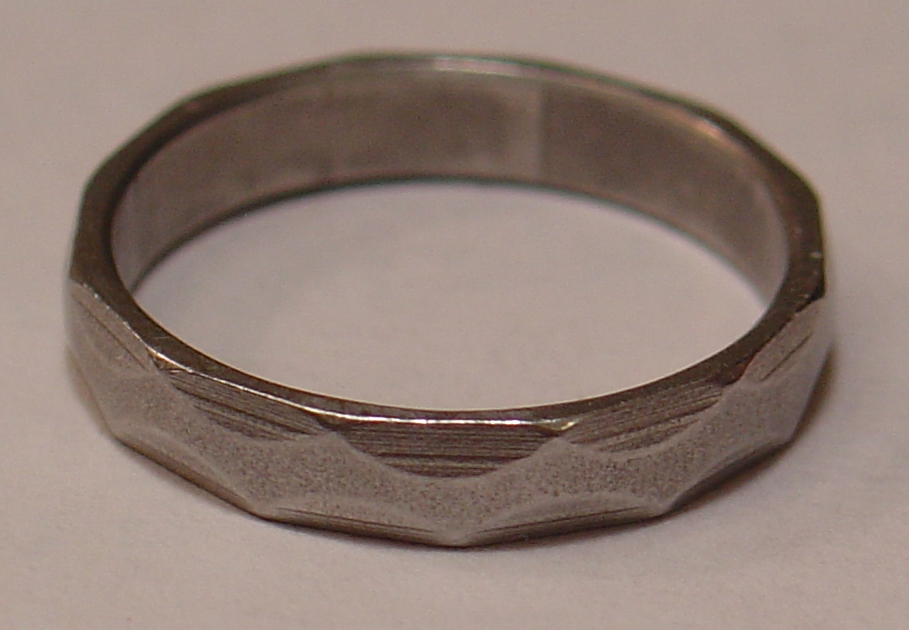
工程師之戒，不鏽鋼製

工程師之戒（英語：Engineer's Ring）是給加拿大畢業的工程師戴在工作手上尾指的戒指。這戒指象徵工程師們對公眾的義務和道德。這概念出於1922年，在一個名為工程師之使命契约的儀式中傳受到剛畢業的工程師手上。配戴工程師之戒並非成為執業工程師的必需要求，而主要目的是時刻提醒工程師們對公眾的承諾與責任。

## 材料和設計
工程師之戒由鐵或不鏽鋼(314)鑄造。
工程師之使命契约儀式每年會在屬加拿大七大工程學院26營成員的大學中舉行。現今所有大學已改用不鏽鋼來鑄造工程師之戒。唯獨多伦多營成員的大學仍然保留傳統的鐵制工程師之戒。鐵本身並非鑄造戒指的最佳物料，因為鐵鏽會令手指變黑和與皮膚產生化學作用， 繼而變質和脫落。
工程師之戒戴在工作手上的尾指。戒指上下各有12個平面，形成粗糙的表面。當工程師寫字和畫圖時，粗糙的戒指表面會與紙互相磨擦，時刻提醒工程師在畢業時作出的承諾。資歷深的工程師手上的戒指會因磨擦而變得平滑。
因工程師之戒在加拿大的普及，美國亦跟進此工程傳統，唯美國的工程師之戒表面圓滑，沒有粗糙的12個平面。

## 工程師之使命契约儀式
工程師之使命契约儀式是一個不對外公開的內部儀式。只有選擇作出承諾的工程師或已作出承諾的工程師會受邀請出席此儀式。儀式中穫得工程師之戒的工程師承諾為公眾提供無上的專業水平。配戴工程師之戒象徵著工程師對道德，倫理和專業作出的承諾。個別工程師亦會選擇由家人(工程師)手上接受工程師之戒，為戒指添上更多意義。

## 誓詞

### 英語原版
The Obligation of an Engineer
I am an Engineer. In my profession I take deep pride. To it I owe solemn obligations.
As an Engineer, I pledge to practice integrity and fair dealing, tolerance and respect; and to uphold devotion to the standards and the dignity of my profession, conscious always that my skill carries with it the obligation to serve humanity by making the best use of the Earth’s precious wealth.
As an Engineer, I shall participate in none but honest enterprises. When needed, my skill and knowledge shall be given without reservation for the public good. In the performance of duty and in fidelity to my profession, I shall give my utmost.

### 中文譯版
工程師的義務
我是一名工程師。 在我的職業中，我深感自豪。 對此我要承擔莊嚴的義務。
作為工程師，我保證實踐誠信和公平交易，寬容和尊重; 並堅持奉獻我的職業的標準和尊嚴，始終意識到我的技能帶有通過充分利用地球寶貴財富為人類服務的義務。

作為一名工程師，除了誠實的企業，我都不會參加。 如果需要，我的技能和知識將毫無保留地給予公眾利益。 在履行職責和忠誠於我的職業時，我會盡力而為。

## 其他條目
- 工程倫理

## 外部連結
- The Iron Ring （页面存档备份，存于）